# Jerzy Muszyński (poseł)
Jerzy Witold Muszyński (ur. 1 grudnia 1920 w Dobrej, zm. 11 listopada 1989) – polski działacz komunistyczny, polityk, poseł na Sejm PRL V, VI kadencji, ambasador PRL w Bułgarii.

## Życiorys
Syn Tomasza i Marii. Ukończył studia ekonomii na Wydziale Ekonomicznym Uniwersytetu Jagiellońskiego. W latach 40. pracował w przemyśle skórzanym. Od 1947 działacz Polskiej Partii Robotniczej, następnie Polskiej Zjednoczonej Partii Robotniczej. Od 1950 kierownik gabinetu metodycznego Centralnej Szkoły Partyjnej PZPR w Łodzi, od 1951 dyrektor Dyrekcji Okręgowej Szkolnictwa Zawodowego w Łodzi. Od stycznia 1950 kierownik Wydziału Propagandy Komitetu Wojewódzkiego PZPR, później sekretarz tego KW. Od 1962 w Wydziale Propagandy i Agitacji Komitetu Centralnego PZPR, od 1964 zastępca kierownika wydziału. W czerwcu 1968 wszedł w skład Komitetu Przygotowawczego obchodów 500. rocznicy urodzin Mikołaja Kopernika. Od grudnia 1968 I sekretarz Komitetu Wojewódzkiego PZPR w Łodzi. Od 1980 przewodniczący Centralnej Komisji Rewizyjnej PZPR. Był delegatem na III, VI i VIII Zjazd partii. Był członkiem Komitetu Centralnego PZPR od 1971 do 1975. W 1969 i 1972 uzyskiwał mandat posła na Sejm PRL w okręgu Kutno. Pełnił funkcję ambasadora Polski w Bułgarii od 1973 do 1978.

## Odznaczenia
- Order Sztandaru Pracy I klasy
- Order Sztandaru Pracy II klasy
- Krzyż Kawalerski Orderu Odrodzenia Polski
- Złoty Krzyż Zasługi (1954)[2]
- Medal 10-lecia Polski Ludowej (1955)[3]
- Medal im. Ludwika Waryńskiego
- Medal „Za zasługi dla Pomorskiego Okręgu Wojskowego” (1970)[4]
- Medal pamiątkowy Wojskowej Akademii Medycznej (1973)[5]